# Чепкасов, Анатолий Фомич
Анатолий Фомич Чепкасов (1938, Алтайский край — 14 сентября 2008) — советский и российскиий геодезист, картограф, заслуженный работник геодезии и картографии РФ (1994).

## Биография
Родился в 1938 году в Алтайском крае. В 1964 году окончил Новосибирский институт инженеров геодезии, аэрофотосъёмки и картографии, получив специальность инженера астрономо-геодезиста.
В 1964—1974 годах занимал ряд должностей в Новосибирском аэрогеодезическом предприятии № 8 (будущее ПО «Инженерная геодезия»): инженер астрономо-геодезист, начальник партии, главный инженер, начальник экспедиции.
С 1974 по 1984 год — руководитель Новосибирской картографической фабрики. В 1978 году окончил Московский институт народного хозяйства имени Г. В. Плеханова (планирование промышленного производства). В 1985 году возглавил ПО «Инженерная геодезия».
Умер 14 сентября 2008 года. Похоронен на Заельцовском кладбище Новосибирска.

## Деятельность
Внёс вклад в картографирование Якутии и Красноярского края, создал материальную базу для формирования аэрогеодезических предприятий Красноярска.
В 1987 году инициировал создание центра цифрового картографирования в ПО «Инжгеодезия», который стал базой для автоматизации картографических процессов и послужил цифровизации картографирования Сибири.

## Награды
Орден «Знак Почёта», Почётная грамота Президиума ВС Якутской АССР. В рамках международной программы «Эртсмейкер» получил диплом «За сохранение кадрового и интеллектуального потенциала предприятий в условиях переходной экономики» (1997).